# Santo Tomás (Huazalingo)
Santo Tomás también conocido como Cuaxahual, es una localidad de México perteneciente al municipio de Huazalingo en el estado de Hidalgo.

## Geografía
Se encuentra en la región Huasteca; a la localidad le corresponden las coordenadas geográficas 20° 59’ 12.415” de latitud norte y 98° 27’ 9.748” de longitud oeste, con una altitud de 640 m s. n. m. Se encuentra a una distancia aproximada de 5.71 kilómetros al noreste de la cabecera municipal, Huazalingo.
En cuanto a fisiografía se encuentra dentro de las provincia de la Sierra Madre Oriental, dentro de la subprovincia del Carso Huasteco; su terreno es de sierra. En lo que respecta a la hidrografía se encuentra posicionado en la región del río Panuco, dentro de la cuenca del río Moctezuma, en la frontera de las subcuencas del río Los Hules. Cuenta con un clima semicálido húmedo con lluvias todo el año.

## Demografía
En 2020 registró una población de 942 personas, lo que corresponde al 7.38 % de la población municipal. De los cuales 467 son hombres y 475 son mujeres. Tiene 186 viviendas particulares habitadas.
| Gráfica de evolución demográfica de Santo Tomás entre 1900 y 2020                            |
|                                                                                              |
| Población de los censos y conteos del Instituto Nacional de Estadística y Geografía (INEGI). |

## Economía
La localidad tiene un grado de marginación muy alto y un grado de rezago social medio.